# 罗德西亚人
羅德西亞人（学名：Homo rhodesiensis）是可能的人族，其他在形態上相似的遺骸亦在南部非洲、東非及北非發現。

## 年代
羅德西亞人的遺骸估計屬於12.5-60萬年前。

## 比较
在非洲於60萬年前後的阿舍利文化工具有明顯的不同，舊有的較為厚身及不對稱，而新的則更為整齊。與此同時正是羅德西亞人出現的時候，估計他們在工具的製作上提供了顯著的貢獻。
有研究比較了希臘的佩特拉羅納顱骨及羅德西亞人。

## 假说
現時大部份學者相信羅德西亞人是屬於海德堡人。根據蒂莫西·懷特（Tim White）所指，羅德西亞人可能是長者智人的祖先。

## 更名
2021年，加拿大人类学家米里亚娜·罗克桑迪奇及其同事提议废除海德堡人和罗得西亚人的分类，因为罗得西亚人的名称是为了纪念剥夺南部非洲黑人权利的英国钻石大亨塞西尔·罗兹。他们将所有欧洲海德堡人归类为尼安德特人，并将罗得西亚人更名为“博多人”，包括所有非洲、部分黎凡特和巴尔干半岛的样本，这些样本不具备尼安德特人的特征。克里斯·斯金格和其他人拒绝了他们的分类学提议，认为这一提议违反了命名规则。

## 延伸閱覽
- 海德堡人－人類承先啟後的演化關鍵 （页面存档备份，存于）